# Быль-небылица (мультфильм)
«Быль-небылица» — советский рисованный мультипликационный фильм, снятый режиссёром Владимиром Полковниковым в 1970 году на киностудии «Союзмультфильм» по одноимённой поэме С. Маршака 1947 года.

## Сюжет
Мультфильм рассказывает о жизни представителей разных слоёв общества дореволюционной Москвы и об изменениях в жизни людей, произошедших с приходом Советской власти.

## Съёмочная группа
- автор сценария — Николай Эрдман
- композитор — Моисей Вайнберг
- режиссёр — Владимир Полковников
- художник-постановщик — Гражина Брашишките
- художник — Константин Карпов
- редактор — Зинаида Павлова
- оператор — Михаил Друян
- звукооператор — Борис Фильчиков
- монтажёр — Марина Трусова
- ассистенты: Татьяна Домбровская, Инна Пшеничная, Н. Наяшкова
- художники-мультипликаторы: Наталия Богомолова, Леонид Носырев, Яна Вольская, Анатолий Петров, Александр Давыдов, Анатолий Солин, Геннадий Сокольский, Николай Фёдоров
- художники-декораторы: Ирина Светлица, Вера Харитонова
- роли озвучивали:

Алексей Грибов,
Александра Бабаева,
Мария Виноградова,
Екатерина Деревщикова,
Маргарита Корабельникова
- директор картины — Фёдор Иванов